# Antonio Barluzzi

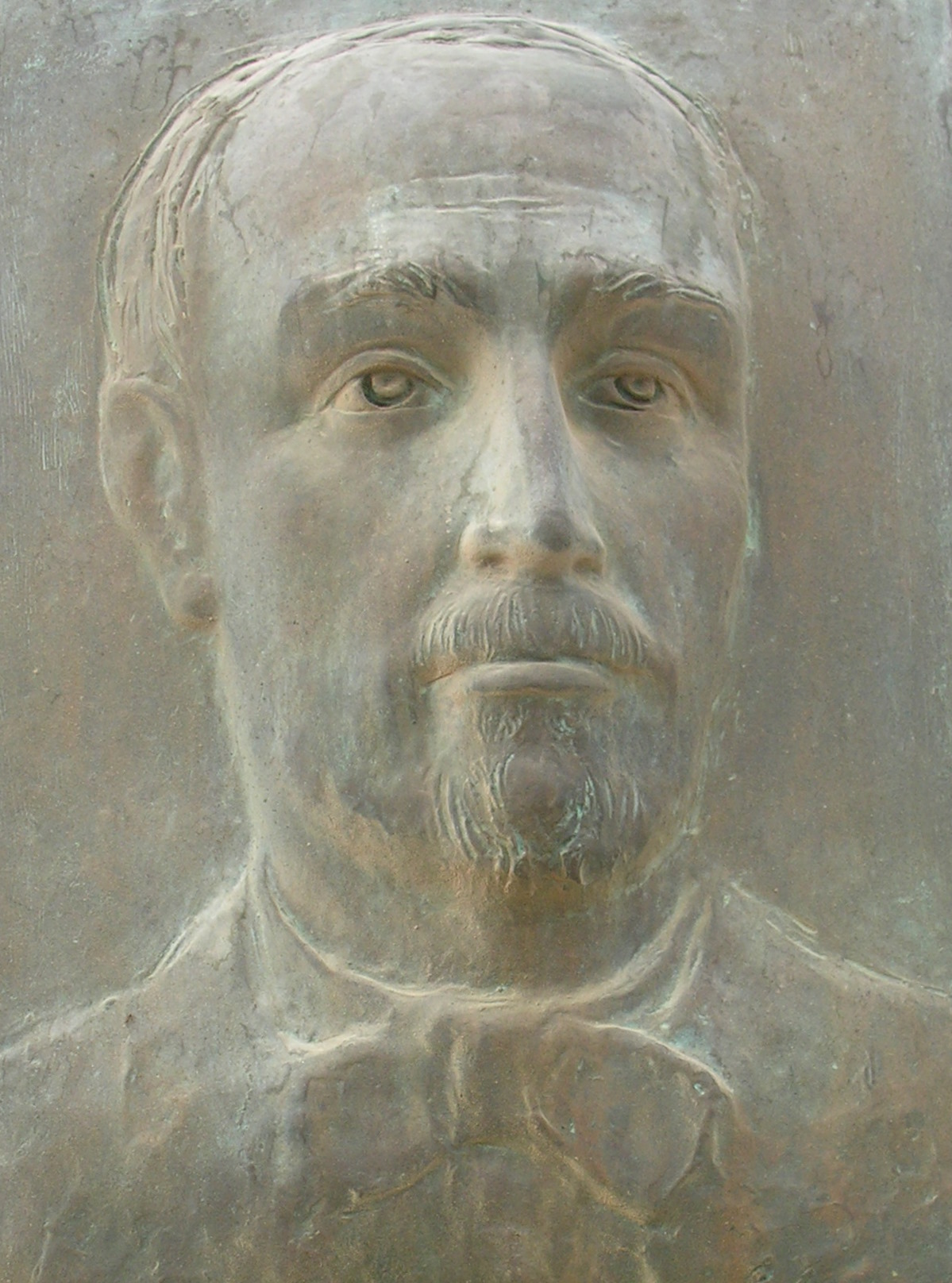
Gedenktafel für Antonio Barluzzi auf dem Berg Tabor

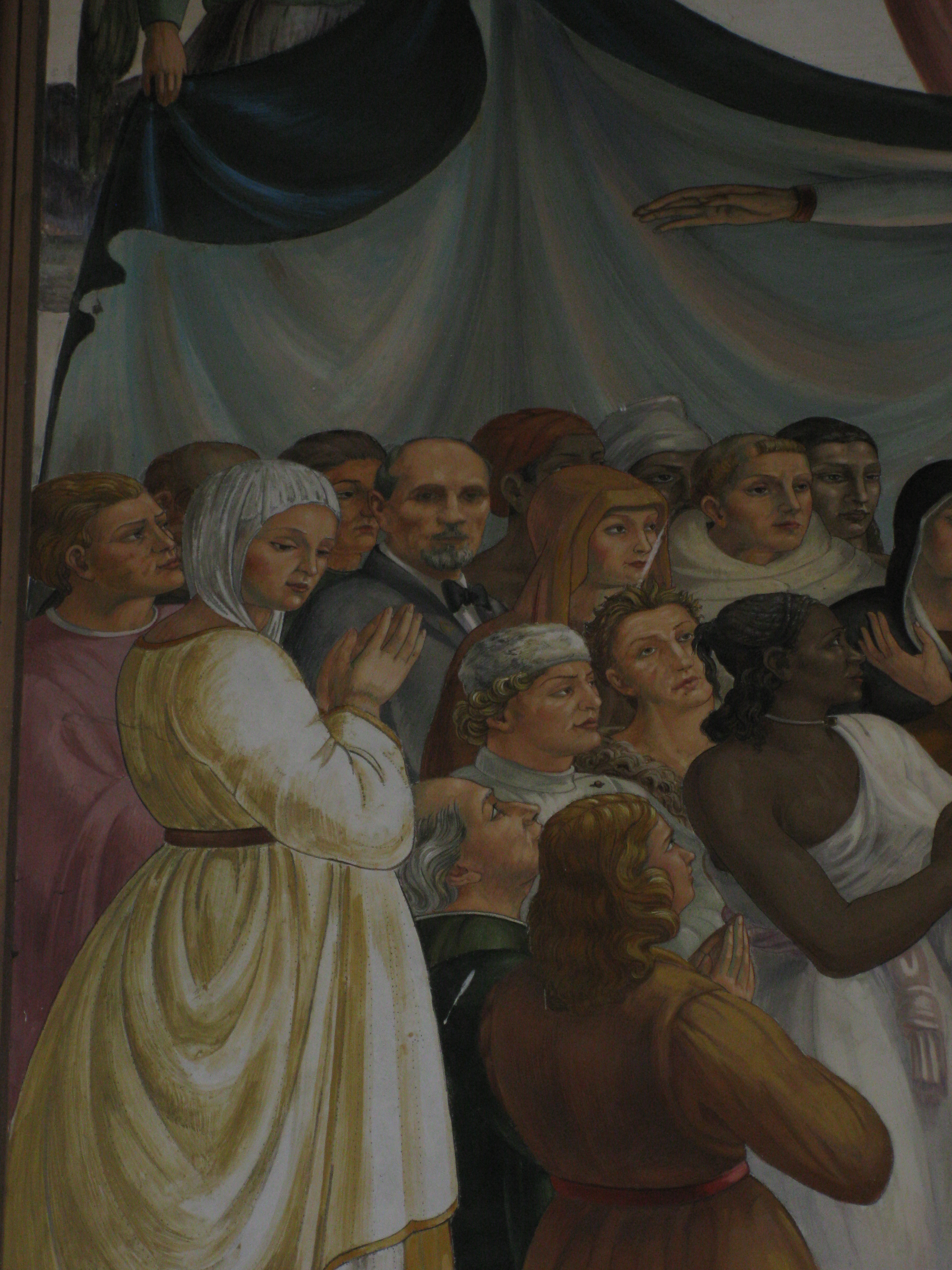
Porträt Barluzzis in einer Gruppe von Anbetenden, Wandgemälde in der Besuchskirche (En Kerem)

Antonio Barluzzi (* 26. September 1884 in Rom; † 14. Dezember 1960 ebd.) war ein italienischer Architekt. Er ist bekannt durch zahlreiche von ihm entworfene römisch-katholische Kirchenbauten im Heiligen Land (Israel/Palästina).

## Leben
Antonio Barluzzi, Sohn von Camillo Barluzzi und Marianna Busiri-Vici, entstammte einer Familie, die dem Vatikan seit Generationen nahestand. Sein Großvater mütterlicherseits war Andrea Busiri Vici, erster Architekt und Baumeister des Petersdoms in Rom. Sein Großvater väterlicherseits, Giulio Barluzzi, schrieb ein Buch über Papst Pius IX. (Relazione storica del viaggio di Sua Santità Papa Pio IX da Portici a Roma nell’aprile dell’anno 1850); der Vater Camillo Barluzzi war Sachbearbeiter in der vatikanischen Verwaltung.
Der junge Antonio Barluzzi, stark geprägt von franziskanischer Spiritualität, war im Zweifel, ob er eine Berufung zum Priestertum habe oder vielleicht in die Mission gehen solle. Rückblickend nannte er selbst seinen Lehrer am Lyzeum, den Dichter und Schriftsteller Giulio Salvadori, als eine Persönlichkeit, die ihn stark beeinflusst habe. Den Eintritt ins Priesterseminar stellte er zurück. Zunächst studierte er an der Universität La Sapienza in Rom und erwarb 1907 einen Abschluss in Ingenieurwesen und Architektur. Anschließend assistierte er seinem Bruder, dem Architekten Giulio Barluzzi, bei mehreren Bauprojekten (Zoologischer Garten, Cimitero del Verano). Die Associazione Nazionale per Soccorrere i Missionari Italiani  („Nationale Vereinigung zur Unterstützung italienischer Missionare“, ANSMI) beauftragte Giulio Barluzzi mit dem Bau des Italienischen Hospitals in Jerusalem; so kamen die Brüder Barluzzi 1912 ins Heilige Land. Die Architektur des Hospitals ist ganz der toskanischen Frührenaissance verpflichtet; das Gebäude wird heute vom israelischen Erziehungsministerium genutzt.
Bei Beginn des Ersten Weltkrieges kehrte Antonio Barluzzi rechtzeitig vor seiner Internierung durch die osmanischen Behörden nach Italien zurück. Im Dezember 1917 kam Jerusalem unter britische Verwaltung. Auf Initiative von ANSMI kehrte eine Gruppe italienischer Fachleute nach Palästina zurück, darunter Antonio Barluzzi. Der neue franziskanische Kustos, Ferdinando Diotallevi, fragte ihn an, ob er die projektierten Kirchenneubauten auf dem Berg Tabor und in Getsemani übernehmen wolle. Nach Rücksprache mit seinem Beichtvater sagte Barluzzi zu und war dann überzeugt, mit dem Kirchenbau seine persönliche Berufung gefunden zu haben. Kurz nach Kriegsende gab es keinen italienischen Konsul in Jerusalem, und Barluzzi wirkte über mehrere Monate als inoffizieller Repräsentant Italiens in Palästina. Von 1922 an hatte er das Ehrenamt eines italienischen Vizekonsuls; von 1926 bis 1936 war er Sekretär der faschistischen Ortsgruppe in Jerusalem. Barluzzis Werk ist nicht ausschließlich Sakralarchitektur. Als überzeugter Faschist sah Barluzzi seine Mission darin, mit den Mitteln der Architektur die italienische Kultur im Mittelmeerraum zu verbreiten, schreibt Giovanna Franco-Repellini. Zum Beispiel entwarf er im Auftrag des Außenministeriums das italienische Botschaftsgebäude in Teheran, welches durch einen Brand zerstört wurde. Für den Karmeliterorden entwarf er Konventsgebäude und Schule in Haifa, für den Vatikan den Amtssitz des armenisch-katholischen Patriarchen in Beirut sowie die Kirchen in Amman und Madaba. Das Lateinische Patriarchat beauftragte ihn mit dem Bau der Pfarrkirchen in Beit Sour, Irbid und Zerka. Konflikte mit der franziskanischen Kustodie veranlassten Barluzzi in den 1930er Jahren, sich an den See Genezareth zurückzuziehen, wo er sich im Auftrag von ANSMI mit landwirtschaftlichen Fragen befasste (ANSMI hatte am See landwirtschaftlich genutzten Grundbesitz). Aus dieser Schaffensphase datiert die Kirche der Seligpreisungen. Sie wurde mit finanzieller Unterstützung Benito Mussolinis erbaut. Kennzeichnend für Barluzzis Nationalismus ist sein Einsatz dafür, dass Kunstwerke in den von ihm entworfenen Kirchen ausschließlich von Italienern geschaffen wurden. Nachdem die Kustodie Endre Muzsinszki-Nagy mit einem Entwurf für die Mosaiken der Hauptapsis der Kirche aller Nationen beauftragt hatte, schrieb Barluzzi 1931 ein Memorandum für das italienische Außenministerium, das, wie er seinem Bruder brieflich erläuterte, der „Verteidigung unserer künstlerischen Rechte als Italiener in Getsemani“ dienen sollte. Am 5. Mai 1931, kurz nach dem Beginn des Abessinienkriegs, schrieb er dem Künstler Alberto Migliorati, der gleichfalls an dem Auftrag für das Kuppelmosaik interessiert war: „Werter Professor, während unsere Soldaten der Welt den militärischen Wert Italiens zeigen, bitte ich Sie, zu beweisen, dass die Künstler des neuen Italiens von nicht geringerem Wert sind als die italienischen Soldaten.“
1940 kehrte Barluzzi wieder nach Rom zurück. Oft wohnte er während des Zweiten Weltkriegs in Fara in Sabina, wo seine Familie ein Haus besaß. Er widmete sich intensiv den Plänen für eine monumentale Verkündigungsbasilika in Nazareth, die er als sein Hauptwerk ansah.
Als Barluzzi nach Kriegsende nach Jerusalem zurückkehren konnte, stürzte er sich in mehrere Bauprojekte, darunter die Besuchskirche in En Kerem und die Lazaruskirche in Betanien. Zwei kleine Sakralbauten betrachtet Franco-Repellini als Barluzzis Meisterwerke: die Kapelle auf dem Hirtenfeld und die Kapelle Dominus flevit auf dem Ölberg.
In den 1950er Jahren machten sich gesundheitliche Probleme bemerkbar: eine Depression, wahrscheinlich ausgelöst durch den Tod seines Bruders Giulio, ein Lungenemphysem und der Verlust der Sehfähigkeit auf einem Auge. Umso intensiver betrieb er die Planungen für die Verkündigungsbasilika. 1950 wurde deren Modell anlässlich des Heiligen Jahrs in Rom ausgestellt. Doch Barluzzis Entwurf stieß zunehmend auf Widerstand, und schließlich beauftragte der Kustos am 3. Februar 1958 den Architekten Giovanni Muzio mit dem Kirchenbau in Nazareth. Barluzzi hatte daraufhin einen schweren Herzanfall, auch das Lungenemphysem verschlimmerte sich. Er kehrte auf Dauer nach Rom zurück und wohnte in der Niederlassung der Kustodie in der Via Boiardo.

## Werk

### Neubau der Grabeskirche (Plan)
Die Jerusalemer Grabeskirche war in dem Erdbeben von 1927 schwer beschädigt worden. Die britische Mandatsregierung sah deshalb Einsturzgefahr. Auf Anregung des Erzbischofs Gustavo Testa legte Antonio Barluzzi gemeinsam mit Luigi Marangoni Anfang 1940 Pläne für einen kompletten Neubau der Grabeskirche vor. 1949, anlässlich der 800-Jahr-Feier der Weihe der Kreuzfahrerkirche, erschien eine Broschüre, in der diese Pläne nochmals vorgestellt wurden. Nicht nur die bestehende Grabeskirche, sondern ein Großteil der Altstadt sollte abgerissen werden, um eine Freifläche von 7 ha für den Kirchenneubau zu schaffen. Dieser hatte den Planungen zufolge eine Grundfläche von etwa 150 × 200 m und war flankiert von vier rund 100 m hohen, minarettartigen Türmen – erheblich höher als der Turm der Erlöserkirche. Die drei Konfessionen mit den größten Rechten innerhalb der Grabeskirche (Griechen, Lateiner, Armenier) sollten je eine eigene Basilika erhalten, die sich auf einen gemeinsamen Hof hin öffneten. Für weitere Konfessionen, darunter auch die Anglikaner, waren eigene Kapellen vorgesehen. Stilistisch war diese Grabeskirche ein Pastiche aus Neoklassizismus und Orientalismus.

### Verkündigungsbasilika Nazareth (Plan)
Masha Halevi charakterisiert die von Barluzzi geplante, nie realisierte Verkündigungsbasilika als eklektische Architektur. Ihr einziger Bezug zur Moderne sei die Verwendung von Stahlbeton (hinter einer Verkleidung aus Naturstein). Die Basilika war konzipiert als Zentralbau mit großer Kuppel; das die Kuppel bekrönende Kreuz war 70 m über dem Bodenniveau. Auch mit seiner Länge von 90 m wäre dieser Kirchenbau in der arabischen Kleinstadt Nazareth höchst dominant gewesen. An den vier Ecken sollten hohe Türme die Evangelisten symbolisieren. Die Dimensionen der Kirche entsprachen der Bedeutung des Themas Inkarnation für den christlichen Glauben.

### Realisierte Bauten
Konstantin Akinsha zufolge sind Barluzzis Kirchenbauten gekennzeichnet durch einen „Stil der emotionalen Illusionen.“ Seine Architektur erzeuge Erlebnisse mit Hilfe von Kunstgriffen, die in der europäischen Architekturtradition sonst unüblich seien.
| Außenansicht | Bauwerk                                             | Ort        | Bauzeit   | Innenraum |
| ------------ | --------------------------------------------------- | ---------- | --------- | --------- |
|              | Italienisches Hospital                              | Jerusalem  | 1912–1919 |           |
|              | Verklärungskirche                                   | Berg Tabor | 1919–1921 |           |
|              | Kirche aller Nationen im Garten Getsemani           | Jerusalem  | 1920–1924 |           |
|              | Geißelungskapelle an der Via Dolorosa               | Jerusalem  | 1927–1929 |           |
|              | Italienisches Hospital                              | Haifa      | 1932–1933 |           |
|              | Golgota-Kapelle in der Grabeskirche (Restaurierung) | Jerusalem  | 1937      |           |
|              | Kirche der Seligpreisungen am See Genezareth        | Tabgha     | 1937      |           |
|              | Besuchskirche                                       | En Kerem   | 1939–1955 |           |
|              | Kirche der Auferweckung des Lazarus                 | Betanien   | 1952–1953 |           |
|              | Kapelle auf dem Hirtenfeld                          | Bethlehem  | 1953      |           |
|              | Franziskanerkirche                                  | Betfage    |           |           |
|              | Kapelle Dominus flevit auf dem Ölberg               | Jerusalem  | 1955      |           |

## Ehrungen
Antonio Barluzzi wurde für sein Werk vielfach ausgezeichnet:
- Komtur des Ritterordens vom Heiligen Grab,
- Magistral-Ritter des Malteserordens,
- Verdienstorden der Italienischen Republik (Großoffizier),
- Mitgliedschaft in der Päpstlichen Akademie der schönen Künste und der Literatur.